# John Treacy
John Treacy (Villierstown, 4 giugno 1957) è un ex maratoneta e mezzofondista irlandese, vincitore di una medaglia d'argento ai Giochi olimpici di Los Angeles 1984.

## Biografia
Vincitore dei campionati del mondo di corsa campestre nel 1978 e 1979, ha preso parte ai Giochi olimpici di Los Angeles 1984 vincendo una medaglia d'argento. Precedentemente era rovinosamente caduto per disidratazione ai Giochi olimpici di Mosca 1980. Partecipò ad altre due edizioni delle Olimpiadi senza ripetere lo stesso successo.
Ha preso parte a numerose maratone ottenendo tra gli altri un terzo posto alla Maratona di Boston nel 1988 e vincendo la Maratona di Los Angeles nel 1992 e quella di Dublino nel 1993.

## Palmarès
| Anno | Manifestazione    | Sede        | Evento         | Risultato | Prestazione | Note |
| ---- | ----------------- | ----------- | -------------- | --------- | ----------- | ---- |
| 1978 | Mondiali di cross | Glasgow     | Corsa seniores | Oro       | 39'25"      |      |
| 1978 | Europei           | Praga       | 10000 m piani  | 11º       | 28'17"00    |      |
| 1979 | Mondiali di cross | Limerick    | Corsa seniores | Oro       | 37'20"      |      |
| 1979 | Mondiali di cross | Limerick    | A squadre      | Argento   | 98 p.       |      |
| 1980 | Giochi olimpici   | Mosca       | 5000 m piani   | 7º        | 13'23"7     |      |
| 1980 | Giochi olimpici   | Mosca       | 10000 m piani  | dnf       | dnf         |      |
| 1984 | Giochi olimpici   | Los Angeles | Maratona       | Argento   | 2h09'56”    |      |
| 1986 | Europei           | Stoccarda   | 10000 m piani  | 6º        | 28'04"10    |      |
| 1988 | Giochi olimpici   | Seul        | Maratona       | dnf       | dnf         |      |
| 1992 | Giochi olimpici   | Barcellona  | Maratona       | 51º       | 2h24'11"    |      |

## Altre competizioni internazionali
1979
- 7º in Coppa del mondo ( Montréal), 10000 m piani - 29'25"30

1982
- Oro all'Antrim International Cross Country ( Antrim) - 28'00"

1986
- Oro alla Gasparilla Distance Classic ( Tampa) - 42'59"

1987
- Oro alla Crescent City Classic ( New Orleans) - 27'59"

1988
- Bronzo alla Maratona di Boston ( Boston) - 2h09'15"
- Bronzo alla Maratona di New York ( New York) - 2h13'18"
- Oro alla Cascade Run Off ( Portland), 15 km - 42'47"

1989
- Bronzo alla Maratona di Boston ( Boston) - 2h10'24"

1990
- Argento alla Maratona di Tokyo ( Tokyo) - 2h11'23"

1991
- Oro alla Crescent City Classic ( New Orleans) - 29'08"

1992
- Oro alla Maratona di Los Angeles ( Los Angeles) - 2h12'29"